# Dionysios Bairaktaris

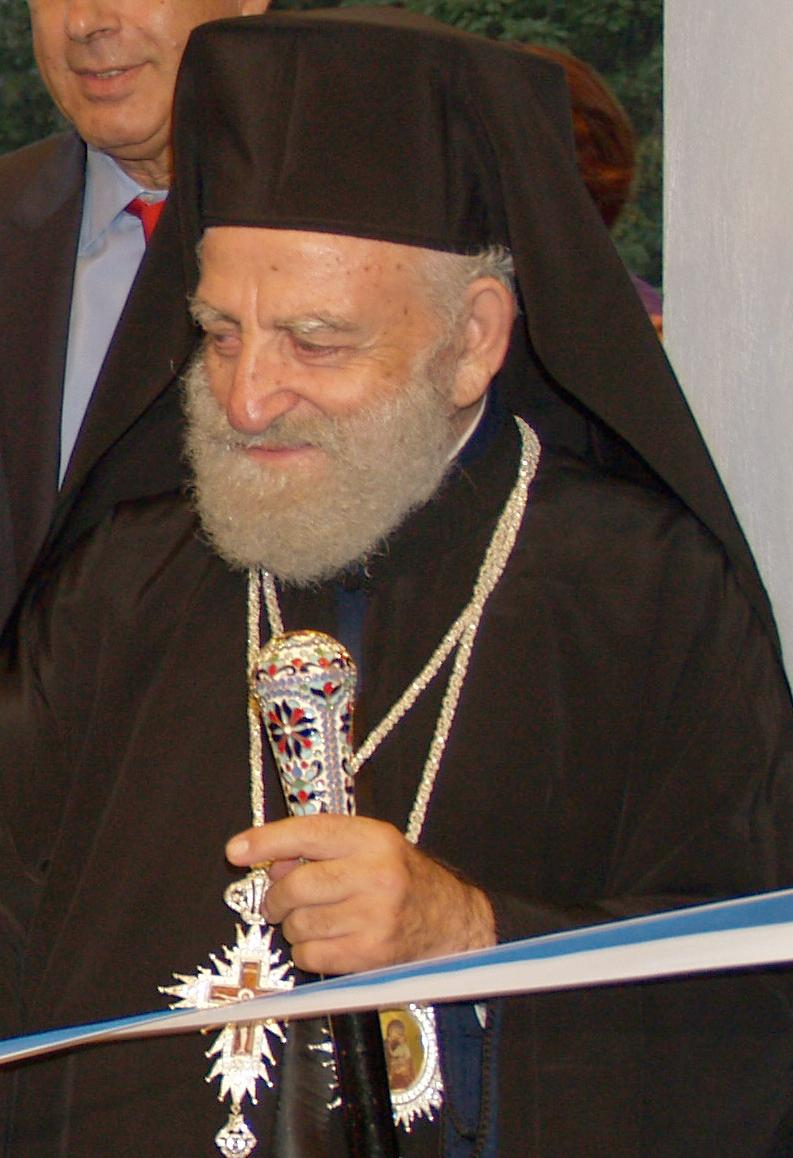
Dionysios Bairaktaris

Dionysios Bairaktaris (griechisch Διονύσιος Μπαϊρακτάρης, * 1927 in Euböa, Griechenland; † 17. Juli 2011 in Athen, Griechenland) war ein griechisch-orthodoxer Geistlicher und von 1979 bis zu seinem Tode Bischof und Metropolit von Chios, Psara und Inousses in der orthodoxen Kirche von Griechenland.

## Werdegang
Bairaktaris war 1952 bis 1960 ordinierter Diakon in Athen und als Archidiakon der Kathedrale der Athener Metropolie tätig. 1956 erhielt er seinen Bachelor der Theologie. Danach studierte er Rechtswissenschaft und wurde 1960 zum Priester geweiht. Bis 1978 war er Militärpfarrer in der griechischen Marine.
Am 6. November 1979 wurde er zum Metropoliten von Chios gewählt, am 11. November zum Bischof geweiht und am 18. trat er sein Amt auf der Insel Chios an.